# Ciclismo al XVII Festival olimpico estivo della gioventù europea
Le competizioni di ciclismo su strada al XVII Festival olimpico estivo della gioventù europea si sono svolte dal 25 al 27 luglio 2023 a Maribor, in Slovenia

## Podi

### Ragazzi
| Evento         | Oro              | Argento            | Bronzo        |
| Prova in linea | Max Hinds        | Alessio Magagnotti | Heimo Fugger  |
| Cronometro     | Gijs Schoonvelde | Conor Murphy       | Benedikt Benz |

### Ragazze
| Evento         | Oro            | Argento             | Bronzo           |
| Prova in linea | Linda Sanarini | Paula Jessica Ostiz | Maria Okrucińska |
| Cronometro     | Megan Arens    | Erin Boothman       | Jente Koops      |